# Distretto di Hašaat
Il distretto di Hašaat è uno dei diciannove distretti (sum) in cui è suddivisa la provincia dell'Arhangaj, in Mongolia. Conta una popolazione di 3.344 abitanti (censimento 2009).